# Validité externe
La validité externe d'une expérience scientifique désigne la capacité de ses conclusions à être généralisées à des contextes non expérimentaux. Une expérience a une grande validité externe dès lors que ces résultats permettent de comprendre des phénomènes hors du laboratoire. À l'inverse, elle manque de validité externe si les conclusions que l'on peut en tirer ne sont valables que pour des conditions expérimentales restrictives.
Ainsi définit, la validité externe est à la fois un critère pratique permettant aux scientifiques d'évaluer des expériences particulières et un concept épistémologique pour discuter la pertinence des méthodes expérimentales en général. Cette notion aujourd'hui est au cœur des débats méthodologiques à propos de l'expérimentation en sciences humaines et sociales (psychologie, économie, sociologie et sciences politiques notamment).